# Liothrips cunctans
Liothrips cunctans är en insektsart som först beskrevs av Cott 1956.  Liothrips cunctans ingår i släktet Liothrips och familjen rörtripsar. Inga underarter finns listade i Catalogue of Life.